# Literaturpreis Hommage à la France

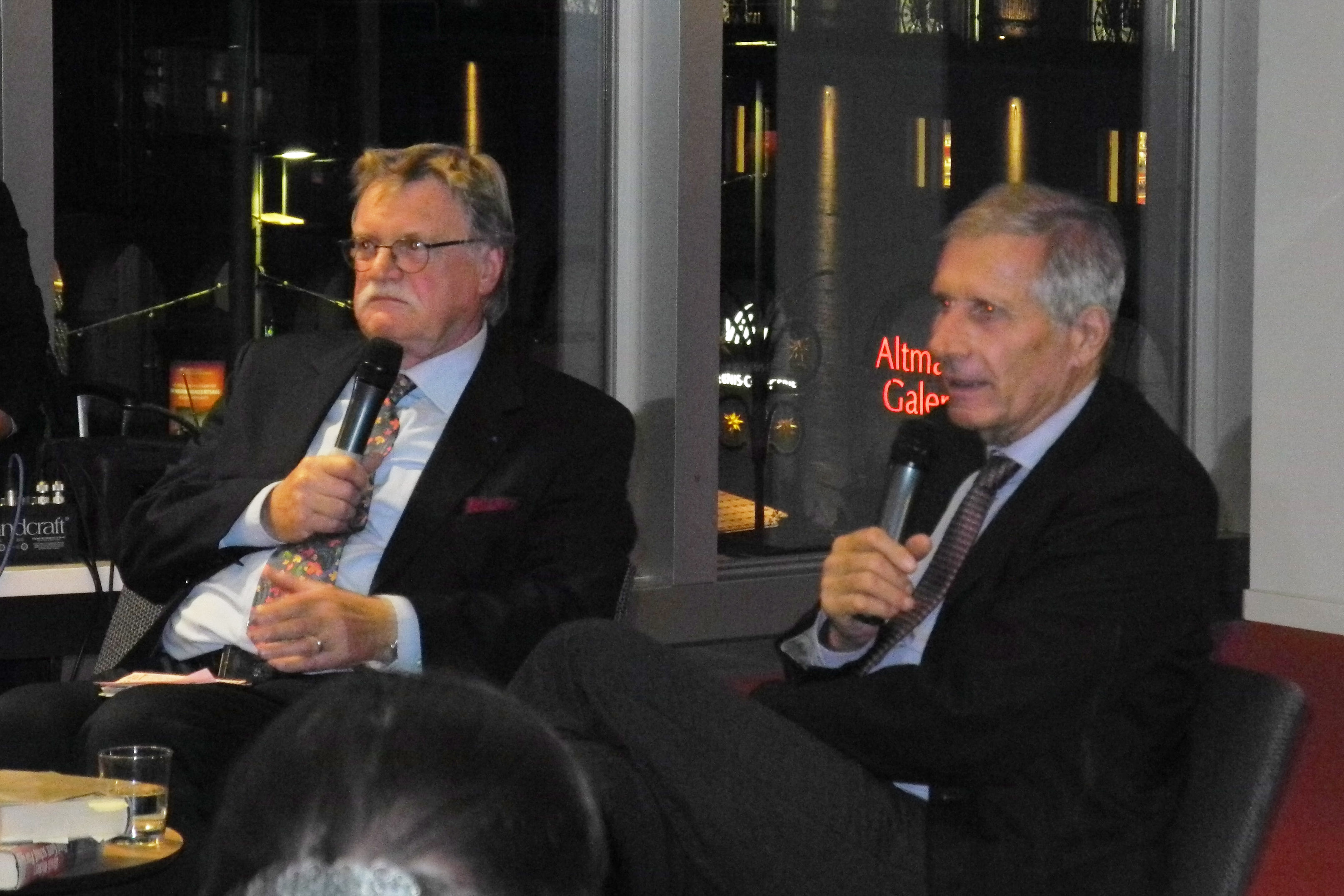
Ingo Kolboom im Gespräch mit Ulrich Wickert, dem Preisträger des Literaturpreises „Hommage à la France“ im November 2018 im Dresdner Kulturpalast

Der Literaturpreis Hommage à la France ist ein deutscher Literaturpreis, der unter der Bezeichnung „Hommage à la France“ seit 2013 von der Stiftung Brigitte Schubert-Oustry in Dresden vergeben wird und unter der Schirmherrschaft des Institut français Dresden steht. Er wird an Personen verliehen, die ein Buch zum Thema Frankreich oder über französisch-deutsche Anliegen und Projekte veröffentlicht haben. Ehrenpräsident und Mitglied im Stiftungsrat ist Ingo Kolboom.

## Die Stiftung
Der Literaturpreis wird von der Schubert-Oustry-Stiftung vergeben, die von der Autorin und Journalistin Brigitte Schubert-Oustry im Jahr 2013 gegründet wurde. Brigitte Schubert-Oustry, die mit dem französischen Unternehmer Oustry verheiratet war und lange Zeit in Paris lebte, verfolgt mit der Stiftung das Ziel, Autoren zu ehren, die bedeutende Bücher über das deutsch-französischen Verhältnis geschrieben haben.

## Preisträger
Folgende Preisträger wurden bisher ausgezeichnet:
- 2013 – Pascale Hugues: Marthe und Mathilde. Eine Familie zwischen Frankreich und Deutschland, Rowohlt 2008
- 2014 – Manfred Flügge: Zwischen Traumland und Zuflucht. Heinrich Mann und Frankreich, Insel Verlag 2013
- 2015 – Anna Tüne: Von der Wiederherstellung des Glücks. Eine deutsche Kindheit in Frankreich, Galiani Verlag 2010
- 2016 – Antoine Leiris: Meinen Hass bekommt ihr nicht, Verlag Blanvalet, München 2016
- 2017 – wurde der Preis nicht vergeben
- 2018 – Ulrich Wickert: Frankreich muss man lieben, um es zu verstehen, Hoffmann und Campe, Hamburg 2017
- 2019 – Wilfried Loth: Fast eine Revolution. Der Mai 68 in Frankreich, Campus Verlag, Frankfurt a. M., 2018
- 2020 – François Roux: Die Summe unseres Glücks, Piper Verlag, München, 2015[6]
- 2021 – Agnès C. Poirier: Notre-Dame. Die Seele Frankreichs, Insel Verlag, Berlin, 2020[7]
- 2022 – wurde der Preis nicht vergeben